# ترنيمة عيد الميلاد (فلم 2009)
ديزني ترنيمة عيد الميلاد هو فيلم أمريكي لاقط الحركة ثلاثى الأبعاد تحريك حاسوبي لعام 2009 من قائمة أفلام عيد الميلاد كوميديا دراما العطلات الخيالية تأليف وإخراج روبرت زيميكس. وهو نسخة معدلة من قصة بنفس الاسم لتشارلز ديكنز والنجوم جيم كاري في العديد من الأدوار، بما في ذلك إبنزر سكروج كشاب، في منتصف العمر، والرجل العجوز، والأشباح الثلاثة الذين يطاردون البخيل. كما يتميز الفيلم دعم الأدوار الذي قام به غاري أولدمان، كولين فيرث، بوب هوسكينز، روبن رايت بن، وغاري أولدمان.الفيلم ثلاثى الأبعاد تم إنتاجه من خلال عملية لاقط الحركة، وهي تقنية إستخدمها زمكيس سابقا في أفلامه الإكسيريس القطبى (2004)، و بيوولف (2007).
بدأ تصوير كارول عيد الميلاد في فبراير 2008، وتم عرضه في 3 نوفمبر 2009 من قبل والت ديزني. وقد تلقى أول عرض علني له في لندن، بالتزامن مع التحول السنوي في شارع أكسفورد وشارع ريجنت لها أضواء عيد الميلاد، والذي كان موضوعها ديكنز في 2009.
تم عرض الفيلم في ديزني الرقمية فيلم ثلاثي الأبعاد وآيماكس ثلاثي الأبعاد. بل هو أيضا ثالث رواية لفيلم من إنتاج شركة ديزني من كارول عيد الميلاد التالية في 1983 ميكي عيد الميلاد كارول و 1992 في الدمى كارول عيد الميلاد. الفيلم أيضا يمثل أول دور لجيم كاري في فيلم والت ديزني، وولايته الثانية فيلم عيد الميلاد بعد كيف سرق غرينش عيد الميلاد' '(2000).

## الحبكة
في 1843، إبنزر سكروج، مرير ومراب بخيل قديم في لندن لديه غرفة الصرافة يحتفظ ويحمل كل شيء يجسد أفراح وروح عيد الميلاد في ازدراء. وقال انه يرفض زيارة ابن أخيه المبتهج، والفريد، في مكتبه في عشاء عيد الميلاد مع عائلته، وانه قواته موظف يتقاضون أجورا بوب كراتشت على التسول لأخذ يوم إجازة لعائلته. عشية عيد الميلاد، وزار البخيل شبح شريكه السابق يعقوب مارلي، الذي كان قد توفي قبل سبع سنوات ويضطر الآن إلى قضاء الآخرة وقد عاتى تحمل سلاسل ثقيلة مزورة من الجشع طرقه الخاصة. مارلي يحذر البخيل انه سيعاني المصير أابسوأ بكثير إذا لم يتب. ثم يقول البخيل انه سيتم له زيارة ثلاثة من الأرواح التي من شأنها أن تساعده وترشده.
الروح الأولى هي شبح ماضي عيد الميلاد، وتلك شخصية وهمية في رواية ترنيمة عيد الميلاد التي كتبها الروائي الإنجليزي تشارلز ديكنز. وذلك يدل على رؤية البخيل لماضيه التي تجري في خلال موسم عيد الميلاد، مذكرا البخيل كيف انتهى به المطاف حتى أضحى الرجل النهم الذي هو الآن. وفي الرؤى، البخيل أمضى كثيرا من طفولته المهملة من قبل والده خلال فترة الاعياد في مدرسة داخلية. وفي نهاية المطاف يعود إلى المنزل بمساعدة شقيقته المحبة، فإن التي تقضى قبل الأوان بعد ولادتها لابنها فريد. البخيل يبدأ في وقت لاحق حياة مهنية ناجحة في الإقراض والأعمال والمال، وتقدم بخطبة امرأة تدعى بيللى، على الرغم من أنها تكسر في وقت لاحق الخطبة عندما راح هوسه بالمال بدفعها بعيدا. والبخيل المسن لم يقدر على تحمل مشاهدة هذه الأحداث مرة أخرى، وحاول إطفاء الروح بغطاء مطفئة الشموع. هذا يسبب انطلاق البخيل الآلاف من الامتار في الهواء في حين يتشبث بمطفئة الشموع، فقط لجعلها تختفي، مما أدى إلى سقوط البخيل إلى الأرض، والعودة إلى غرفة نومه انتظارا للزيارة القادمة.
الروح الثانية هو شبح عيد الميلاد، ما تظهر للبخيل السعادة على وجوه زملائه من الرجال يوم عيد الميلاد. ومن بين هؤلاء فريد، الذي يلقى النكات الهزلية مع عائلته على نفقة البخيل، الأسرة كراتشت، الذين بالكاد يقدرون على جعل القيام بواجباتهم مع ما يعطي البخيل لهم الأجر القليل. وتطرق البخيل من قبل الابن كراتشت "الشاب الصغير تيم والتزامه بروح عيد الميلاد، وأنه مستاء للتعلم من الروح أن تيم قد لا يكون لديه عمرا طويلا للعيش. وراح يحذر البخيل عن شرور "الجهل" و "أريد"، ساعة بيغ بن تبدأ تقرع، و"الجهل" و "أريد" تعبر عن نفسها قبل البخيل في صورة اثنين من الأطفال البؤساء الذين يصبحان أكثر عنفا وجنونا، وتترك الروح تموت وتذبل في الغبار مثل ساعة بيج بن منهية عدد ساعاتها، أمام البخيل.
الروح الثانية هي شبح عيد الميلاد، التي تظهر للبخيل السعادة التي ترتسم على وجوه زملائه من الرجال يوم عيد الميلاد. ومن بين هؤلاء فريد، الذي يلقى النكات الهزلية مع عائلته على نفقة البخيل، وأسرة كراتشت، الذين يستطيعون العيش بالكاد مع ما يعطيهم البخيل من الأجر القليل. ويصدم البخيل من قبل ابن كراتشت الشاب الصغير تيم والتزامه بروح عيد الميلاد، وأنه مستاء للتعلم من الروح أن ابن كراتشت "الشاب الصغير قد لا يكون لديه زمنا أطول للعيش. قبل أن يموت، والروح راحت تحذر البخيل عن شرور "الجهل" و "أريد"، ساعة بيغ بن تبدأ تقرع و"الجهل" و "نريد" تعبر عن نفسها قبل البخيل عن اثنين من الأطفال البؤساء الذين تنمو لتصبح عنيفة والأفراد المجنون، ترك روح الموت وتذبل في الغبار مثل ساعة بيج بن التشطيبات عدد ساعاتها، أمام البخيل.
الروح الثالثة والأخير هي شبح عيد الميلاد لم يأت بعد، التي تعذب البخيل وتطارده في شوارع لندن في عربة قبل أن تظهر له العواقب النهائية لجشعه. يرى البخيل في هذا المستقبل أنه قد مات، رغم أن أحدا لا يحزن من أجله: أما فريد وزوجته فكانوا مبتهجون لأنهم سيرثون ثروته. خادمة البخيل، والسيدة دلبر، يظهرن وقد سرقن وباعوا ممتلكاته للص السياج اسمه جو القديم؛ والرجال الذين حضروا جنازته قد ذهبوا فقط من أجل وجبة غداء مجانية.
يظهر تيم الصغير أيضا وقد لقى حتفه، وترك أسرة كراتشت تقبم الحدادا عليه في عيد الميلاد. وقد روع البخيل وراح يسأل الروح عن ما إذا كانت الصور التي شهدها على يقين من أنها ستحدث أو يمكن تغييرها. ولا استجابة تذكر، ولكن الروح راحت تكشف قبر البخيل نفسه، وتبين له تاريخ موته وهو 25 ديسمبر من العام المقبل (أو ربما في صباح اليوم التالي مباشرة، حيث أت السنة لم تظهر أبدا)، وأجبرت الروح البخيل على الوقوع في تابوته الفارغ حيث إستقر في قبر عميق فوق نار جهنم.
البخيل يستيقظ فجأة ليجد نفسه في يوم عيد الميلاد، وأن الأرواح الثلاثة قد زارته على مدى ليلة واحدة. انه يعطي بفرح طفل في الشارع بعض المال لشراء الديك الرومي الجائزة، وأنها سلمت إلى أسرة كراتشت. ثم يذهب بعد ذلك للعشاء مع ابن أخيه، وجرب إعطاء المال للفقراء والاحتفال مع زملائه الرجال على طول الطريق. وعندما يأتي بوب كراتشت للعمل، البخيل يمنحه يوم عطلة ويرفع راتبه بعد أن نصحه بتسليم المال للبنك. وبعد أن خطا خارجا، بوب كراتشت يؤكد للناس والجمهور أن البخيل أصبح رجلا معطاءا وأبا ثانيا لتينى تيم، الذي نجا بفضل كرم البخيل.

## طاقم التمثيل
- جيم كاري
- غاري أولدمان
- كولين فيرث
- بوب هوسكينز
- روبين رايت

## الميزانية والإيرادات
بلغت تكلفة إنتاج الفيلم حوالي 175–200 مليون دولار بينما حقق أرباحاً تقدر بـ 325,286,646 دولار.

## وصلات خارجية
- الموقع الرسمي
- مقالات تستعمل روابط فنية بلا صلة مع ويكي بيانات